# Опсада Севастопоља (1941—1942)
Опсада Севастопоља  се водила на Источном фронту током Другог светског рата. Са једне стране, основу офанзивних операција је предводила Немачка и Румунија, уз подршку Италијанских и јединица НДХ, док је транспорт јединица преко Црног мора обезбедила Бугарска морнарица, а са друге стране се налазила Црвена армија која је утврдила Кримско полуострво.

## Увод у офанзиву
Током операције Барбароса формирало се мишљење да ће након пада Москве СССР капитулирати, али након напада совјетске авијације са територије Севастопоља на румунска нафтна поља, донела се одлука да се та територија освоји и тој акцији је дат приоритет. Током Кримске кампање, град Севастопољ, који је био центар окупљања Црноморске флоте, је стављен под опсаду.
18. октобра, генерал Ерик Хансен који је командовао LIV армијским корпусом, напао је 51. совјетску армију преко земљоуза Перекоп. Иако су совјетске снаге биле бројније, повлачиле су се под нападима немачких и румунских јединица. Након пробијања одбрамбених линија Перекопа, совјетске јединице су се брзо повлачиле пред непријатељем. Перекоп је освојен 28. октобра, након доласка три ескадриле ловаца Месершмит Bf 109, који су поразили совјетску авијацију. Један део јединица се повукао на источни део Крима, полуострво Керч, где је после битке нанесен велики пораз Црвеној армији. Други део совјетских јединица се повукао у утврђену одбрамбену линију око града Севастопоља.
Напад на Севастопољ је предводила немачка 11. армија, ојачана са два румунска пешадијска корпуса. На почетку битке 11. армија се састојала од девет дивизија, али су јој накнадно додате још две. У првобитном нападу је учествовало и 150 тенкова и више стотина авиона. Немци су за напад на град припремили и тешки железнички топ Густав калибра 800 милиметара, минобацаче калибра 600 милиметара, као и тешке хаубице калибра 420 и 283 милиметра.
Одбрану града Севастопоља су чиниле Црноморска флота, са одвојеним системом обалске одбране под командом генерала Петрова и градски гарнизон који је био састављен од једне бригаде, три регименте и 19 батаљона морнаричке пешадије. Изграђена су 82 бункера са бродском артиљеријом и постављено је 220 митраљеских гнезда широм града.

## Ток операције

### Први напад
Напад на Севастопољ је почео 30. октобра, када је немачка 132. пешадијска дивизија извела напад на град са севера. Тај напад је одбијен совјетском контраофанзивом. У одбрани су коришћени топови на утврђеном положају који ће Немци назвати утврђење Максим Горки. Након краткотрајног повлачења, немачке снаге су стегле обруч око града, спремајући се за нови напад. До 9. новембра 19.894 војника, 10 т-26 тенкова, 152 топа и минобацача је пребачено бродовима да ојачају совјетске снаге. До тог тренутка, Октобарски је под командом имао 52.000 војника.
Манштајн је 10. новембра наредио први озбиљнији напад на Севастопољ. Напад је повела 50. пешадијска дивизија под командом генерала Фридриха Шмита. У том нападу је освојено место Упа југоисточно од Севастопоља. Сутрадан, 132. пешадијска дивизија под командом генерала Фрица Линдемана, освојила је заселак Мекензају, североисточно од Севастопоља. 11. новембра, 60.000 немачких и румунских војника отпочело је нови напад. Манштајн је одлучио да напад усмери на јужни део совјетске одбране која му се чинила слабијом. Али ти положаји су били тежи за освајање због неприступачнијег терена. Офанзива је трајала до 15. новембра, када је заустављена упорним отпором совјетских маринаца потпомогнутих паљбом са бродова Црноморске флоте. Манштајн је прекинуо офанзиву 21. новембра, када су губици немачке и њених савезника достигли 2.000 војника, мада су совјетски губици били виши. До 4. децембра по совјетским извештајима, одбрамбени положаји су обновљени. Између 7. и 13. децембра, бродовима је у Севастопољ пребачена новоформирана 388. пешадијска дивизија, која је бројала 11.000 војника. Совјетски инжењери су искористили престанак борби да поставе бројна минска поља, док су се Манштајнове јединице припремале за нови напад.

### Други напад
Следећа немачка офанзива почела је 17. децембра артиљеријском и припремом бомбардерске авијације. Напад је започела 22. пешадијска дивизија која је напала положаје које су бранили припадници 8. дивизије морнаричке пешадије северно од реке Белбек. Убрзо су немачка 50. и 132. пешадијска дивизија извршиле напад на центар совјетске одбрамбене линије. Напад је трајао до 22. децембра, када се 8. дивизија повукла са својих положаја у град. Немачке снаге које су 21. децембра пробиле одбрамбену линију 40. коњичке дивизије под командом пуковника Кудирова, приближиле су се на километар од Северног залива и биле су спремне за коначни удар. Међутим, совјетске снаге, потпомогнуте новоформираном 79. бригадом морнаричке пешадије су одбиле тај напад. Немачка 170. пешадијска и румунска 1. брдска дивизија су 23. децембра заузеле Црквено брдо, стратешки битан положај југоисточно од Севастопоља. До 4. јануара 1942. сви напади немачких јединица су заустављени.
Манштајн је 15. јануара наредио нови напад у ком је освојен град Феодосија. Напад је покренут пре него што су све немачке трупе биле спремне, чиме Манштајн није успео да уништи совјетску 44. и 51. армију, али је знао да је онемогућио совјетску офанзиву у борбама око Севастопоља. Совјети су такође били свесни да морају преузму иницијативу, и између фебруара и априла су отпочињали више офанзива, али су их немачке јединице сваки пут заустављале.

### Трећи напад
11. немачка армија, која се састојала од седам пешадијских и једном панцер дивизијом, је 8. маја покренула противофанзиву на подручју полуострва Керч. У тим борбама, после пораза у граду Керчу, Немцима се предало 147.000 совјетских војника, док их је 28.000 погинуло. Због панике совјетског командног штаба, највише команданта саме одбране, генерала Дмитрија Козлова, успело је да се евакуише само 37.000 војника. Манштајн је овим однео победу у централном и источном Криму, где је изгубио само 3.397 војника.
Након коначног пораза на истоку Крима, Немци су се сконцентрисали око Севастопоља. Довукли су железнички топ калибра 800 милиметара, као и другу тешку артиљерију. 21. маја су отпочели бомбардовање Севастопоља топовима и авионима. 2. јуна је почео главни артиљеријски и бомбардерски бараж и користила се сва оперативна снага Луфтфлоте 4. Бомбардовање је трајало до 7. јуна када је отпочео напад. Између 2. и 6. јуна на совјетске положаје је испаљено 2.449 тона муниције.
Совјетске снаге нису у том периоду користиле артиљерију, јер су се плашиле откривања положаја од стране немачких артиљераца. Тек 6. јуна су отпочели бомбардовање на положаје где су претпостављали да се окупљају Немачке снаге. Генерал Октобарски је знао да ће главни напад долазити са северне стране, иначе бомбардовање не би трајало тако дуго. Немачка 132. и 22. пешадијска дивизија су напредовале споро, највише због упорних напада совјетске авијације и минобацача. У рано јутро 6. јуна, совјети су покренули први и једини контраудар и то једним батаљоном 747. пешадијске регименте. Тај напад је одбијен. Немци су постигли одређене успехе током првог дана, али су имали велике губитке. Првог дана борби, имали су 340 погинулих.
На југу, генерал Максимилиан Фретер Пико, који је командовао 30. корпусом је одлучио да тестира одбрану Совјета. Успео је да напредује, али је имао доста губитака и Манштајн му је наредио да обустави офанзиву.
8. јуна, Совјети су организовали противофанзиву, која је била заустављена, највише због лоше координације између совјетских пешадијских, тенковских и ваздухопловних јединица. Немци су потиснули непријатеља 3 километра ближе ка Севастопољу, на 15 километара широком фронту. 11. јуна генерал Иван Петров је наредио нову офанзиву у правцу немачке 132. пешадијске дивизије. Иако је офанзива донекле успела, совјетске трупе су биле истрошене и нису биле у могућности да задрже положаје.
Јединице под командом генерала Јансена су 13. јуна преузеле контролу над утврђењем Стаљин. Иако је утврђење бранило само 200 војника, пружили су јак отпор. Када су посаде из суседног утврђења Волга схватили да је утврђење Стаљин заузето, почели су да га бомбардују, након чега је организован противнапад, који је био неуспешан.
Генерал Јансен је 17. јуна организовао 132. пешадијску дивизију за напад на утврђење Максим Горки, док су 22. и 24. дивизија вршиле напад на централне положаје совјетске одбране. Централни положаји одбране су били брзо пробијени, што је утврђење Максим Горки оставило усамљену у одбрани. После два дана борби, утврђење Лењин је заузето 21. јуна, док је утврђење Константиновски освојено 23. јуна. Тиме је северни део одбране града поражен, и снаге генерала Јансена су кренуле у напад на јужни део совјетских положаја, који су били нападнути од стране јединица под командом генерала Максимилиана.
30. корпус је споро напредовао, па је у помоћ позван контингент Румунске војске. Ово је први пут у овим борбама да је Румунска војска учествовала у значајнијим борбама. Ово се исплатило, јер су комбиноване Немачке и Румунске снаге успеле да заузму положај назван Бастион 2, и да одбију совјетски контраудар.
Немачка 132. пешадијска дивизија је изненадила совјетску одбрану када је прешла 600 m дугачак Северни залив и успоставила мостобран. На југу, 30. корпус је напао гребен Сапун и поразио 7. морнаричку бригаду и 775. пешадијску регименту. 30. јуна, Совјети су дигли у ваздух велико складиште оружја. Тог дана Москва је наредила евакуацију Севастопоља.
1. јула, генерали Петров и Октобарски су напустили град у подморници, не размишљајући превише о 23.000 војника који су остали у граду. Касније тог дана, Манштајнове јединице су ушле у град. Покушао је да све заслуге за ову победу припише немачким јединицама, па је наредио да јединице Румунске војске не улазе у град. Ту наредбу није испоштовао генерал Георг Манолиу, који је предводио 4. планинску дивизију у град. Они су поставили Румунску заставу на споменик Накимову.
Последњи отпор је пружила 109. пешадијска дивизија из бункера 35. обалског утврђења и писте Черсонског аеродрома. Оба ова џепа отпора су поражена до 4. јула.

## Резултат борби
Губици су били велики за обе стране, чак и по најконзерватнивнијим погледима на ову битку. Град Севастопољ је претрпео огромна разарања од стране артиљерије и авијације. На нивоу целог града, само 5 - 10 зграда није сравњено са земљом. Манштајн је унапређен у чин фелдмаршала и пре краја борби и након заузимања Севастопоља је отишао на одмор у Румунију. Након његовог одласка, у град долази Ајнзацгрупа Д, која је започела систематско убијање Јевреја. Убијање свих неподобних је настављено и у наредне две године колико је град био под контролом Немаца.